# Friedrich Geiger (Fahrzeugdesigner)
Friedrich Geiger (* 24. November 1907 in Süßen; † 13. Juni 1996 in Bad Überkingen) war ein deutscher Automobilkonstrukteur und langjähriger Chefdesigner bei Mercedes-Benz, für die er unter anderem den Flügeltüren-Sportwagen 300 SL entwickelte.

## Leben
Nach einer Lehre als Stellmacher mit abgeschlossener Meisterprüfung (1931) absolvierte er sein Studium des Fahrzeugbaus (1930–1933) an der Ingenieurschule in Meißen. Dort heiratete er 1936 Johanna Wolf.
Am 10. April 1933 trat Geiger dann in die von Hermann Ahrens geleitete Abteilung Sonderwagenbau der Daimler-Benz AG im Werk Sindelfingen ein. Hier entwickelte er das Design der Karosserie des Spezial-Roadster des Mercedes-Benz 500K. Ebenso entstanden durch ihn die gepanzerten Limousinen der Typen Großer Mercedes (W 07 und W 150) und 540 K.
Aufgrund der Neustrukturierung des Unternehmens nach dem Krieg verließ er Mercedes 1948 für zwei Jahre. Nach seiner Rückkehr hatte er zunächst den Posten eines Test-Designers, einige Zeit später wurde er dann zum Chefdesigner befördert. In der Folgezeit entwickelte er den 300SL-Flügeltürer sowie praktisch sämtliche Mercedes-Modelle bis hin zum W 116 1972. Am 31. Dezember 1973 ging Friedrich Geiger in den Ruhestand. Sein Posten wurde von Bruno Sacco besetzt.